# Acousmaticus magnicornis
Acousmaticus magnicornis är en fjärilsart som beskrevs av Butler 1882. Acousmaticus magnicornis ingår i släktet Acousmaticus och familjen träfjärilar. Inga underarter finns listade i Catalogue of Life.